# Union of Concerned Scientists
La Union of Concerned Scientists (UCS; "Unión de Científicos Conscientes") es un grupo científico de apoyo sin fines de lucro ubicado en Estados Unidos. La membresía de la UCS incluye a muchos ciudadanos privados además de científicos profesionales. James J. McCarthy, Profesor Alexander Agassiz de oceanografía biológica de la Universidad de Harvard y expresidente de la Asociación Estadounidense para el Avance de la Ciencia, actualmente preside la Junta de Directores de la UCS.

## Historia
La Unión de Científicos Conscientes fue fundada en el año 1969 por los profesores y estudiantes del Instituto Tecnológico de Massachusetts, localizado en Cambridge, Massachusetts. Los científicos formaron una organización para iniciar una revisión crítica y continua de las políticas del gobierno en aquellas áreas donde la ciencia y la tecnología son de significancia actual o potencial y para idear medios para alejar las aplicaciones de la investigación lejos del presente énfasis en tecnología militar y acercarlas hacia la solución de los problemas ambientales y sociales urgentes. La organización emplea a científicos, economistas, ingenieros abocados a temas ambientales y de seguridad, así como a un grupo empleados de apoyo y de administración.
Uno de los cofundadores fue el físico y ganador del Nobel Henry Kendall, quien sirvió por muchos años como el presidente de la junta de la UCS. En 1977, la UCS auspició una Declaración de los Científicos sobre la Carrera de Armas Nucleares pidiendo terminar con las pruebas de armas nucleares y los despliegues en Estados Unidos y la Unión Soviética. En respuesta a la Iniciativa de Defensa Estratégica (en inglés: Strategic Defense Initiative, SDI), la UCS auspició una petición llamada Una Apelación para Prohibir las Armas Espaciales (en inglés: An Appeal to Ban Space Weapons).
En 1992, Kendall presidió la Alerta a la Humanidad de la UCS, la cual llamaba a un cambio fundamental para enfrentar variados temas ambientales y de seguridad. El documento fue firmado por 1.700 científicos, incluyendo la mayoría de los ganadores de premios Nobel en ciencias.
De acuerdo al Instituto George C. Marshall, la UCS fue el cuarto receptor más grande de subvenciones para estudios climáticos en el período 2000 - 2002, un cuarto de sus 24 millones de dólares de ingresos por subvenciones siendo destinado para ese propósito.
De acuerdo a Charity Navigator, una organización independiente, sin fines de lucro que evalúa las organizaciones estadounidenses de caridad, la UCS mantiene US$20.575.731 en activos, US$5.514.946 en pasivos, US$15.060.785 en activos netos y US$14.112.057 en capital de trabajo, así como US$10.058.784 en gastos de programas, US$813.335 en gastos administrativos y US$1.703.907 en gastos de recaudación de fondos en el año fiscal 2006. En 2007, La UCS recibió una calificación de cuatro estrellas (de un máximo de cuatro) por parte de la Charity Navigator.
La Unión de Científicos Conscientes es miembro de la Coalición de Energía Sostenible.

## Resumen de posturas
En el libro publicado por la UCS llamado La Guía del Consumidor para Elecciones Ambientales Efectivas: Consejos Prácticos de la Unión de Científicos Conscientes, los autores intentan dar consejos prácticos a los consumidores para ayudar ... a distinguir lo crítico de lo trivial y para hacer elecciones que sean congruentes con sus valores. El libro identifica que conducir un auto de consumo de combustible eficiente y usándolo menos como opción principal de transporte la mayor parte de las personas puede reducir su impacto ambiental. Los autores dicen que elecciones menores tales como escoger entre bolsas de papel o plástico no tienen mucho impacto total.
La UCS apoya un aumento en los estándares del Ahorro Promedio de Combustible por los Fabricantes, así como una reducción en la contaminación por smog producto de los equipos de construcción y de los camiones con motor diésel y la promulgación de leyes para reducir las emisiones de gases de invernadero generados por autos y camiones, basadas en las regulaciones de California. El grupo apoya fuertes reducciones en las emisiones de gases invernadero en Estados Unidos, así como también la acción nacional e internacional para combatir el cambio climático. La organización también ha producido varios informes sobre los efectos regionales del cambio climático en Estados Unidos. El grupo apoya aumentar los impuestos para los contaminadores para esas forma disuadir la polución e incentivar las prácticas ambientalmente beneficiosas.
La UCS apoya un estándar nacional de electricidad renovable que requeriría que las empresas de servicios públicos produjeran un cierto porcentaje de su energía a partir de fuentes tales como la eólica, solar y geotérmica. La UCS también reconoce que la energía nuclear puede reducir las emisiones de gases de efecto invernadero, pero mantiene que debe ser mucho más segura y barata antes de poder ser considerada una opción factible al calentamiento global (ver debate sobre la energía nuclear). Ellos apoyan el incremento de los controles fiscales de la Comisión Reguladora Nuclear entre otros pasos para mejorar la generación de energía a partir de fuentes nucleares. El grupo también apoya un estándar nacional de eficiencia de energía para los aparatos de uso doméstico.
La UCS también ha aprobado la Declaración Bosques Ahora, la que llama a la creación de un nuevo mecanismo basado en el mercado para proteger a los bosques, ya que el grupo ha reconocido la importancia de poner freno a la deforestación para detener el cambio climático. El grupo también apoya los incentivos gubernamentales para las personas que quieren preservar áreas de territorio no desarrollado en vez de venderlas a los urbanizadores.
La UCS ha acusado al gobierno de Estados Unidos de docenas de ejemplos de interferencia política en la ciencia y apoya la protección a los denunciantes, incentivos monetarios y derechos de libertad de expresión para los científicos que trabajan para el gobierno. Su programa de integridad científica ha producido encuestas de científicos gubernamentales en muchas agencias y una declaración firmada por más de 11.000 científicos condenando la interferencia política en la ciencia.
La UCS apoya la reducción en el uso de antibióticos en el ganado para prevenir la resistencia a antibióticos en el uso médico en los humanos que consumen a los animales así tratados. También se opone a la clonación de animales para comida, así como a ciertas formas de ingeniería genética.
El grupo se opone al uso de armas espaciales y apoya la idea de un tratado internacional que regule el uso militar del espacio. El grupo trabaja también para reducir la cantidad de armas nucleares que existen en el mundo y se opone al programa Cabeza de Guerra Confiable de Reemplazo. El grupo critica la factibilidad técnica de construir un escudo de defensa contra misiles intercontinentales.

## Prensa
En 1997, la UCS presentó su petición “Llamada a la Acción a los Científicos del Mundo” en la reunión mundial de líderes para negociar el Protocolo de Kioto. La declaración afirma que: Existe un amplio consenso entre los climatólogos del mundo en que ahora existe una 'una influencia humana discernible sobre el clima global'. Urgía a los gobiernos para realizar compromisos obligatorios legalmente para reducir las emisiones de gases de efecto invernadero de las naciones industrializadas, y llamó al calentamiento global una de las más serias amenazas para el planeta y las futuras generaciones.
La petición fue firmada por más de 1.500 de los más distinguidos científicos del mundo, incluyendo a la mayoría de los ganadores de premios Nobel en el área de ciencias.
En febrero de 2004, la UCS recibió la atención de la prensa por su publicación La Integridad Científica en la Formulación de Políticas (en inglés: Scientific Integrity in Policymaking). El informe critica a la administración del presidente de Estados Unidos George W. Bush por politizar a la ciencia. Algunas de las acusaciones incluyen la alteración de información en informes sobre el calentamiento global realizados por la Agencia de Protección Ambiental de los Estados Unidos (en inglés: Environmental Protection Agency, EPA), y la elección de miembros de paneles de asesoría científica basados en criterios de interés económico más que en experiencia científica. En julio de 2004, la UCS publicó un anexo al informe en el que ellos critican a la administración de Bush y lo acusan de que los informes sobre el minería a tajo abierto en Virginia Occidental fueron alterados impropiamente, y que los nominados a puestos gubernamentales con buenas calificaciones, tales como el ganador del premio nobel Torsten Wiesel fueron rechazados por diferencias políticas. El 2 de abril de 2004, John Marburger, el director de la Oficina de la Casa Blanca para las Políticas de Ciencia y Tecnología entregó una declaración indicando que las descripciones del incidente encontradas en el informe de la UCS son falsas, erróneas o son una distorsión, y descartó el informe como siendo sesgado. La UCS refutó el documento de la Casa Blanca diciendo que las acusaciones de Marburger no tenían base. Posteriormente la UCS escribió que desde ese momento, la administración de Bush prácticamente no ha dicho nada sobre el tema.
El 30 de octubre de 2006, la UCS publicó un comunicado de prensa diciendo que altos miembros del Departamento del Interior, incluyendo a la Secretaria Adjunta para la Pesca y Vida Salvaje y Parques nacionales Julie MacDonald, alteraron sistemáticamente datos científicos en un esfuerzo para socavar la protección de especies amenazadas y al Acta de Especies Amenazadas.
El 11 de diciembre de 2006, la UCS entregó una declaración firmada por 10.600 científicos líderes incluyendo a ganadores del premio Nobel. La declaración pide la restauración de la integridad científica en la formulación gubernamental de las políticas.
El 23 de mayo de 2007, la UCS citó un estudio conjunto con el MIT y entregó un comunicado de prensa diciendo que cualquier prueba del sistema de defensa de Estados Unidos contra misiles balísticos que no muestre que el misil interceptor pueda distinguir entre cabezas de guerra reales y señuelos es irrelevante y artificial, y llamó a finalizar un programa con financiamiento fiscal hasta que el sistema pueda mostrar una habilidad de enfrentar amenazas del mundo real.
El 21 de junio de 2007, un informe de la UCS acusó a la EPA de manipular políticamente los datos científicos para influenciar las regulaciones estadounidense sobre el ozono: La ley dice que usa la ciencia, la ciencia dice que se baje el estándar para los niveles seguros, dijo Francesca Grifo, directora del Programa de Integridad Científica de la Union of Concerned Scientists. A pesar de los análisis de sus propios científicos, la EPA está arriesgando la salud de millones de estadounidenses.
En agosto de 2008, la UCS compró vallas publicitarias en los aeropuertos en Denver, Colorado y Minneapolis-St. Paul, Minnesota donde las convenciones presidenciales de los demócratas y de los republicanos se estaban llevando a cabo. Las dos vallas publicitarias casi idénticas mostraban las áreas del centro de la ciudad de cada una de las ciudades donde se llevaban a cabo las convenciones bajo una mira de un arma, con un mensaje que decía cuando una sola bomba nuclear puede destruir una ciudad como Minneapolis o Denver, no necesitamos 6.000. A continuación seguía el nombre del senador John McCain o el senador Barack Obama, con esta declaración: Es tiempo para ponerse serios acerca de la reducción de la amenaza nuclear. Las vallas publicitarias fueron removidas después de una queja de Northwest Airlines, la línea aérea oficial de la convención republicana. La UCS ha acusado a Northwest, cuyas oficinas centrales están en Minnesota, de tomar un nuevo rol como censor y de haber actuado por consideraba el aviso de Minneapolis como atemorizador y anti McCain.
En marzo de 2011, la UCS comenzó a llevar a cabo una resumen telefónico diario relacionado con el Accidente nuclear de Fukushima.

## Críticas
En 2006, dos físicos asociados con la Sociedad Estadounidense de Física criticaron a la UCS por no apoyar el programa de reprocesamiento de desechos nucleares llevado a cabo por el gobierno.

## Publicaciones
En inglés
- Catalyst, una revista bianual Archivado el 15 de septiembre de 2014 en Wayback Machine.
- Earthwise, un boletín de noticias trimenstral Archivado el 6 de marzo de 2016 en Wayback Machine.
- The Consumer's Guide to Effective Environmental Choices: Practical Advice from the Union of Concerned Scientists
- Integridad Científica en la Formulación de Políticas
- Atmósfera de Presión: Interferencia Política en la Climatología Federal